# Sheldon (Misuri)
Sheldon es una ciudad ubicada en el condado de Vernon en el estado estadounidense de Misuri. En el Censo de 2010 tenía una población de 543 habitantes y una densidad poblacional de 399,34 personas por km².

## Geografía
Sheldon se encuentra ubicada en las coordenadas 37°39′30″N 94°17′45″O / 37.65833, -94.29583. Según la Oficina del Censo de los Estados Unidos, Sheldon tiene una superficie total de 1.36 km², de la cual 1.36 km² corresponden a tierra firme y (0%) 0 km² es agua.

## Demografía
Según el censo de 2010, había 543 personas residiendo en Sheldon. La densidad de población era de 399,34 hab./km². De los 543 habitantes, Sheldon estaba compuesto por el 94.29% blancos, el 0.18% eran afroamericanos, el 0.92% eran amerindios, el 0% eran asiáticos, el 0% eran isleños del Pacífico, el 1.29% eran de otras razas y el 3.31% pertenecían a dos o más razas. Del total de la población el 6.81% eran hispanos o latinos de cualquier raza.